# Eufriesea violacea
Eufriesea violacea là một loài Hymenoptera trong họ Apidae. Loài này được Blanchard mô tả khoa học năm 1840.

## Hình ảnh

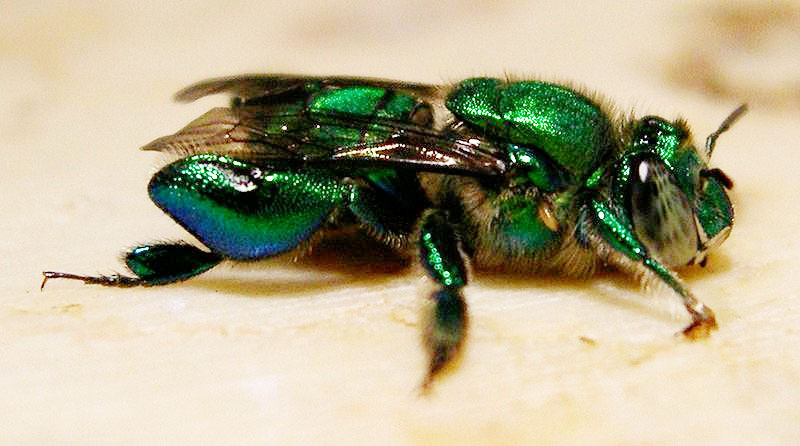